# Casă de birjar din București
Casă de birjar din București este un monument istoric aflat pe teritoriul municipiului București.